# Hitzhusen
Hitzhusen là một đô thị ở huyện Segeberg, bang Schleswig-Holstein Segeberg, ở bang Schleswig-Holstein, Đức. Đô thị Hitzhusen có diện tích 7,93 km², dân số thời điểm ngày 31 tháng 12 năm 2006 là 1297 người.